# غريغ ستيفنز (سياسي)
غريغ ستيفنز هو سياسي أمريكي، ولد في 23 مارس 1960 في إسثرفيل في الولايات المتحدة. نشط حزبياً في Iowa Democratic Party ‏. وقد انتخب عضو مجلس نواب ولاية آيوا ‏.